# Leptopelis occidentalis
Espèce
Statut de conservation UICN

 NT  : Quasi menacé
Leptopelis occidentalis est une espèce d'amphibiens de la famille des Arthroleptidae.

## Répartition
Cette espèce se rencontre dans l'est du Liberia, dans le sud de la Côte d'Ivoire et dans le sud-ouest du Ghana.
Sa présence est incertaine au Nigeria.

## Description
Les mâles mesurent de 38 à 43 mm et les femelles jusqu'à 71 mm.

## Publication originale
- Schiøtz, 1967 : The treefrogs (Rhacophoridae) of West Africa. Spolia Zoologica Musei Hauniensis, København, vol. 25, p. 1-346.